# Bo Biteman

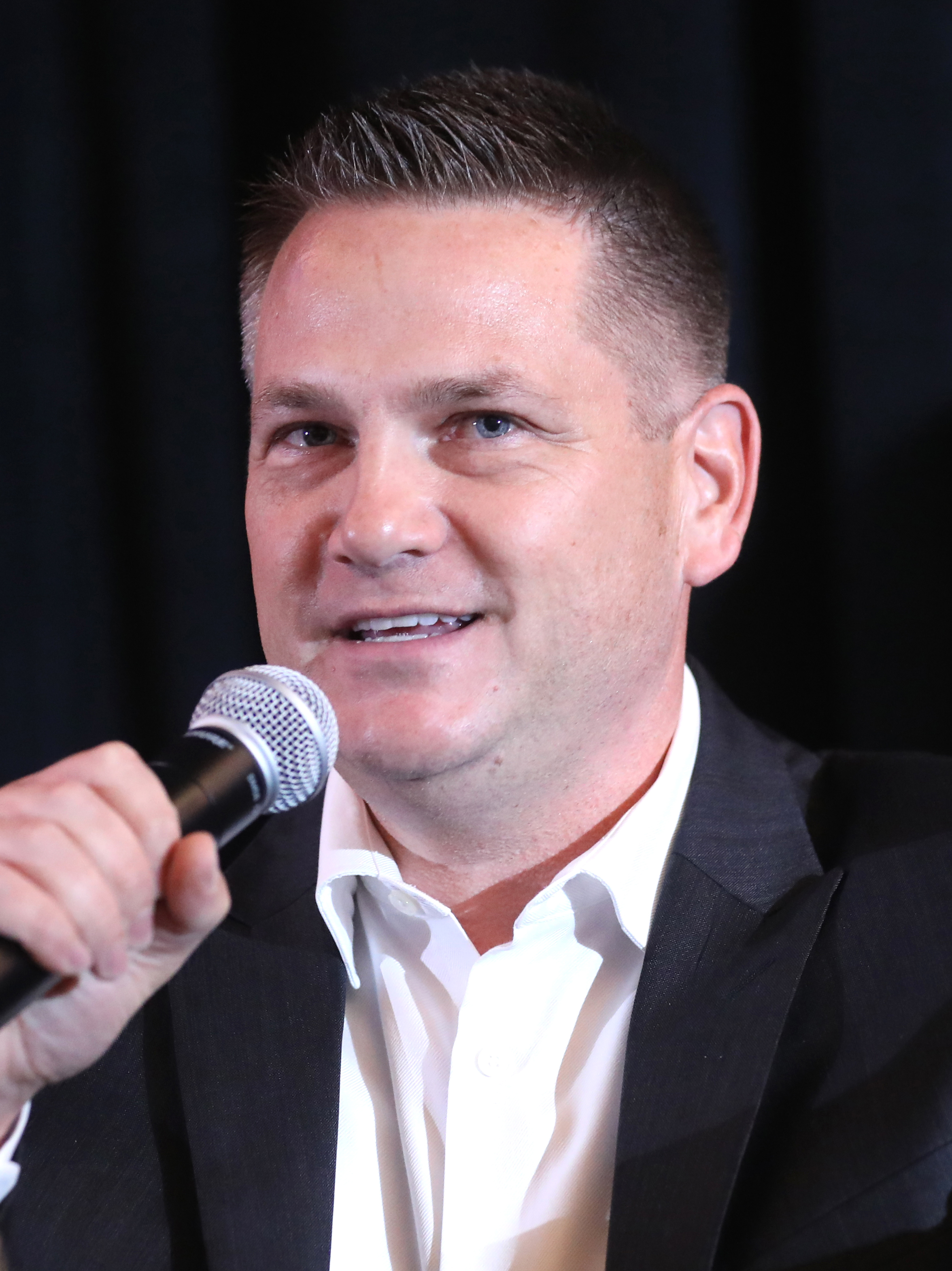
Bo Biteman (2023)

Dennis Dean „Bo“ Biteman (* 23. Oktober 1978 in Midland, Michigan) ist ein US-amerikanischer Politiker der Republikanischen Partei, der von 2017 bis 2019 Mitglied im Repräsentantenhaus von Wyoming war und seit 2019 Mitglied im Senat von Wyoming ist. Seit 2025 ist er Präsident des Senats.

## Leben
Dennis Dean „Bo“ Biteman begann nach dem Besuch des West Shore Community College ein Studium der Betriebswirtschaftslehre an der Central Michigan University (CMU), welches er 2002 mit einem Bachelor of Business Administration (B.B.A) an der Grand Valley State University beendete. Er war daraufhin als zertifizierter Dienstleister für Öl- und Gasexplorationsunternehmen tätig und Mitglied der dazugehörigen Berufsverbände American Association of Professional Landmen (AAPL) sowie der Wyoming Association of Professional Landmen und engagierte sich zudem in der Freiwilligen Feuerwehr von Tongue River.
Am 10. Januar 2017 wurde Biteman für die Republikanische Partei als Nachfolger von Mitglied im Repräsentantenhaus von Wyoming Rosie Berger und vertrat in diesem bis zum 7. Januar 2019 den Wahlkreis „House District 51“, woraufhin Cyrus Western neuer Abgeordneter wurde. Er selbst wurde daraufhin am 7. Januar 2019 als Nachfolger von Bruce Burns Mitglied im Senat von Wyoming und vertritt dort seither den „District 21 Sheridan County“.  Während seiner Senatszugehörigkeit war er Mitglied verschiedener Senatsausschüsse sowie Gemeinsamer Ausschüsse der Wyoming Legislature, der Legislative des Bundesstaates Wyoming. Er fungierte zwischen 2023 und 2025 als Vorsitzender des Senatsausschusses für Einnahmen. Im Januar 2023 erklärte Donald Trump, dass er Biteman als Kandidaten gegen den amtierenden Gouverneur von Wyoming, Mark Gordon, bei Gouverneurswahlen am 8. November 2022 gewünschte hätte und bei den nächsten Gouverneurswahlen 2026 bevorzugt.
Am 14. Januar 2025 übernahm Biteman von Ogden Driskill den Posten als Präsident des Senats und ist zudem seit 2025 Vorsitzender des Ausschusses für Geschäftsordnung und Verfahren sowie Vizevorsitzender des Verwaltungsrates. Aus seiner Ehe mit Mercedes Biteman gingen zwei Kinder hervor.

## Weblink
- Senator Bo Biteman. In: Wyoming Legislature. Abgerufen am 22. Januar 2025 (englisch).